# 里奇·希爾 (投手)
理查德·約瑟夫·希爾（英語：Richard Joseph Hill，1980年3月11日—）是美國職棒大聯盟球員，司職投手。曾為多個球團效力，包括芝加哥小熊隊、巴爾的摩金鶯隊、波士頓紅襪隊、克里夫蘭印地安人隊、洛杉磯安納罕天使隊、紐約洋基隊、奧克蘭運動家隊、洛杉磯道奇隊、明尼蘇達雙城隊、坦帕灣光芒隊、紐約大都會隊、匹茲堡海盜隊，以及聖地牙哥教士隊等，目前效力於堪薩斯市皇家。
希爾在大聯盟所屬的美國聯盟、國家聯盟都曾得到單月投手獎項，個人生涯曾有幾次近乎完美的表現，這包括了一次因九局下守備失誤而丟失的完全比賽，以及因延長局數的再見全壘打而丟失的無安打比賽等。

## 職業生涯

### 小熊隊時期
在與小熊隊簽約之前，希爾曾經二度參加大聯盟選秀（1999年、2001年）。隨著他在大學層級的進步，最終，小熊隊在2002年選秀第4輪選進希爾，7月10日簽約。他的曲球雖被評為當屆選秀佳作，不過由於投球機制與控球問題，導致他未能取得更好的選秀順位。

#### 2005年球季
2005年6月15日，希爾在大聯盟層級初次登板投球，對手是佛羅里達馬林魚隊。該場他後援1局，被擊出3安，失2分，與勝負無關。卡洛斯·戴加多則是希爾生涯首個奪三振的對手。
7月25日，由於凱瑞·伍德的傷退，希爾迎來個人生涯首次先發，對手是舊金山巨人隊。是次他共投5局，失2分。不過總地來說，希爾在這個不完整球季的表現欠佳，季後結算共出賽10場，防禦率為9.13。

#### 2006年球季
季前，希爾預計在AAA層級的愛荷華小熊隊開始比賽，不過卻在5月4日被拉上大聯盟先發，對手是亞利桑那響尾蛇隊。5月20日，在「風城大戰」的同城對戰當中，他亦登板先發，以慘烈的0比7輸給了芝加哥白襪隊。翌日，遭下放AAA。
7月27日，希爾重回大聯盟，先發對決聖路易紅雀隊，惜未取勝。8月1日，再次登板對上響尾蛇隊，終於獲得個人生涯首個勝投。9月6日對海盜隊取得單場11次三振，生涯新高。9月16日，面對辛辛那提紅人隊投出完投完封勝，有10次三振，紅人隊打者僅有2支安打，是為希爾早期生涯的代表作之一。該季，希爾有6勝3負的戰績，防禦率進步至2.93。

#### 2007年球季
希爾成功站穩小熊隊的先發五人輪值，球隊將他定位為四號先發，前三人則是卡洛斯·桑布拉諾、泰德·李利與傑森·馬爾基。
這個球季，希爾投出11勝8負、3.92防禦率的成績，他共先發32場，有183次奪三振。
2007年國家聯盟分區系列賽，希爾在對戰響尾蛇隊的第三戰登板主投，不過他的個人表現不佳，小熊隊也遭到對手橫掃。

#### 2008年球季
雖然試圖修正放球點，希爾的表現仍然有限。在5場先發之後，他雖累積15次三振，同時卻有18次四死球保送。5月3日，被下放AAA。

### 金鶯隊時期
2009年2月2日，被交易至巴爾的摩金鶯隊。

### 聖路易紅雀隊
2010年1月26日，希爾與聖路易紅雀隊簽訂了附帶春訓邀請的小聯盟合約。

### 紅襪隊時期（第一次）
2010年6月30日，希爾以小聯盟約轉投波士頓紅襪隊，9月13日重返大聯盟名單。11月6日，成為自由球員，並重新與紅襪簽約。
2011年球季季前，希爾將投球機制調整為側投，這個改變似乎收到奇效。5月5日，紅襪再次將希爾加入大聯盟名單。然而好景不常，由於左肘的受傷，希爾在6月9日進行了韌帶置換手術，球季提前結束。12月30日，紅襪隊再次以小聯盟合約將他簽回。
復健的進度超前，使得希爾成功在2012年4月27日重返大聯盟。不過由於新舊傷勢的困擾，大部分的時間，他仍在傷兵名單度過。

## 軼事及其他
- 希爾原是右手投球，改為左投是刻意為之[1]。

## 外部連結
- 里奇·希爾在美國職棒官網（英语）
- 里奇·希爾在Baseball-Reference.com（大聯盟）（英语）
- 里奇·希爾在Baseball-Reference.com（小聯盟以及海外聯盟）（英语）
- 里奇·希爾在ESPN（MLB）（英语）
- 里奇·希爾在FanGraphs.com（英语）
- 里奇·希爾在Retrosheet（英语）
- 里奇·希爾在The Baseball Cube（英语）